# Minka Govekar
Minka Govekar (28 de outubro de 1874 - 10 de abril de 1950) foi uma professora eslovena, tradutora e activista pelos direitos das mulheres.

## Biografia
Minka Govekar nasceu em Trebnje em 1874. Ao terminar a sua educação em Ljubljana, que decorreu entre 1889 e 1893, ela qualificou-se como professora em 1895 e casou-se em 1897.
Em 1926 Govekar editou a Slovenska žena (Mulher Eslovena), uma coleção de artigos sobre mulheres em diferentes períodos da história eslovena e diferentes profissões criativas:

Slovenska ženska é a primeira coleção eslovena de ensaios femininos e nós consideramo-la uma espécie de modelo para uma futura monografia completa sobre o sofrimento, a luta e a luta das mulheres eslovenas.
Na sua própria contribuição para a coleção, escreveu um ensaio sobre mulheres autoras.